# رونالدو (الاسم)
رونالدو هو اسم برتغالي يعادل الاسم الإنجليزي رونالد . وأصبح اسمًا شائعًا في جميع البلدان الناطقة بالبرتغالية، كما أنه منتشر أيضًا في إيطاليا و البرازيل و كل البلدان الناطقة بالبرتغالية و الاسبانية
من الشخصيات البارزة المعروفة باسم رونالدو ما يلي:

### لاعبي كرة القدم
رونالدو (لاعب كرة قدم برازيلي)، الاسم الكامل رونالدو لويس نازاريو دي ليما (مواليد 1976)، لاعب كرة قدم برازيلي، عرف باسم "رونالدينيو" في بداية حياته المهنية.
كريستيانو رونالدو (مواليد 1985)، لاعب كرة قدم برتغالي
رونالدينيو، الاسم الكامل رونالدو دي أسيس موريرا (مواليد 1980)، لاعب كرة قدم برازيلي، المعروف أيضًا باسم "رونالدينيو غاوتشو"
رونالدو سيزار سواريس دوس سانتوس (مواليد 2000)، لاعب كرة قدم برازيلي
رونالدو دا سيلفا سوزا (مواليد 1996)، لاعب كرة قدم برازيلي
رونالدو دي أوليفيرا سترادا (مواليد 1996)، حارس مرمى كرة قدم برازيلي
رونالدو ديكونو (مواليد 1997)، لاعب كرة قدم روماني
رونالدو جيارو (مواليد 1974)، لاعب كرة قدم برازيلي
رونالدو جيوفانيلي (مواليد 1967)، حارس مرمى ومحلل كرة قدم برازيلي

### أشخاص أخرون
- رونالدو كاديو (مواليد 1977)، ملحن وقائد فرقة موسيقية وعازف جيتار كلاسيكي برازيلي
- رونالدو دا كوستا (مواليد 1970)، عداء مسافات طويلة برازيلي
- رونالدو جيرون (مواليد 1963)، سياسي فلبيني
- رونالدو موليتالو (مواليد 1999)، لاعب دوري الرجبي النيوزيلندي الأمريكي من ساموا
- رونالدو مونك ، عالم اجتماع أرجنتيني
- رونالدو بونو (مواليد 1948)، مدير الحملة الفلبينية
- رونالدو سوزا (مواليد 1979)، فنان قتالي مختلط برازيلي ومصارع تقديم
- رونالدو فيتيا (1947–2022)، لاعب جودو كوبي
- رونالدو زامورا (مواليد 1944)، محامٍ وسياسي فلبيني

## شخصيات خيالية
- رونالدو فريمان، شخصية داعمة في سلسلة الرسوم المتحركة ستيفن يونيفرس

## أنظر أيضا
- رينالدو : الاسم الأول
- رولاندو (توضيح)